# 疣突短角蟹
疣突短角蟹（学名：Harrovia tuberculata）为菱蟹科短角蟹属的动物。分布于澳大利亚及新加坡，包括东海、南海等海域，生活环境为海水，主要栖息于水深40-138米的细沙或沙泥底。该物种的模式产地在澳大利亚。